# Le Mesnil-Amey
Le Mesnil-Amey är en kommun i departementet Manche i regionen Normandie i norra Frankrike. Kommunen ligger i kantonen Marigny som tillhör arrondissementet Saint-Lô. År 2022 hade Le Mesnil-Amey 287 invånare.

## Befolkningsutveckling
Antalet invånare i kommunen Le Mesnil-Amey
| Referens: INSEE |